# Fritz Kehl
Friedrich "Fritz" Kehl (ur. 12 lipca 1937 w Biel/Bienne) – piłkarz szwajcarski grający na pozycji obrońcy.

## Kariera klubowa
W swojej karierze piłkarskiej Kehl występował w klubie FC Zürich.

## Kariera reprezentacyjna
W 1962 roku Kehl został powołany przez selekcjonera Karla Rappana do reprezentacji Szwajcarii na Mistrzostwa Świata w Chile. Nie rozegrał na nich żadnego meczu. W reprezentacji Szwajcarii ostatecznie także nie zadebiutował.